# Viktoriya Démchenko
Viktoriya Albértovna Démchenko –en ruso, Виктория Альбертовна Демченко– (Chusovói, 26 de noviembre de 1995) es una deportista rusa que compite en luge en la modalidad individual. Es hija del piloto de luge Albert Demchenko.
Ganó una medalla de bronce en el Campeonato Mundial de Luge de 2020 y dos medallas de bronce en el Campeonato Europeo de Luge, en los años 2020 y 2021.

## Palmarés internacional
| Campeonato Mundial | Campeonato Mundial    | Campeonato Mundial | Campeonato Mundial |
| Año                | Lugar                 | Medalla            | Prueba             |
| ------------------ | --------------------- | ------------------ | ------------------ |
| 2020               | Sochi (Rusia)         | Medalla de bronce  | Individual         |
| Campeonato Europeo |                       |                    |                    |
| Año                | Lugar                 | Medalla            | Prueba             |
| 2020               | Lillehammer (Noruega) | Medalla de bronce  | Individual         |
| 2021               | Sigulda (Letonia)     | Medalla de bronce  | Individual         |